# 失火ノ責任ニ関スル法律
失火ノ責任ニ関スル法律（しっかのせきにんにかんするほうりつ、明治32年3月8日法律第40号）は、失火者の責任に関する日本の法律である。失火責任法（しっかせきにんほう）、または失火法（しっかほう）と略される。本法には題名がなく、「失火ノ責任ニ関スル法律」は、いわゆる件名である。

## 概要
本則1項のみの短い法律である。
条文
（口語訳：民法第709条の規定は、失火の場合には、適用しない。ただし、失火者に重大な過失があったときは、この限りでない。）
不法行為責任の一般原則について規定した民法709条によれば、失火により他人に損害を与えた場合、失火者は、その失火につき「故意又は過失」があれば損害賠償責任を負うことになるはずである。しかし、日本には木造家屋が多いという事情があったことから、この規定をそのまま適用すると失火者に過大な責任を課すことになることが問題とされた。そのため本法が制定され、失火（軽過失）による不法行為の場合は民法709条を適用せず、「重大ナル過失」（重過失）がある場合のみ損害賠償責任を負い、軽過失による失火の場合は損害賠償責任を負わないとされた。なお、「故意」の場合はそもそも「失火」に当たらないので本法は適用されず、本則である民法709条が適用される。

### 債務不履行に基づく損害賠償責任
なお、本法の対象はあくまでも不法行為（民法709条）に基づく損害賠償責任であり、債務不履行に基づく損害賠償責任（民法415条以下）については本法の適用はない。したがって、賃貸借契約に基づいて借りたアパートの部屋を失火により燃やしてしまった場合に、借主が貸主に対して原状回復して返還しなければならないとする債務の不履行に基づく賠償責任は、たとえ軽過失であったとしても、免れることはできない。

## 各不法行為規定との関係
本法は民法709条に限定して規定したものであり、不法行為全般について規定したものではない。そこで、民法709条以外の、特殊不法行為とされる類型について、判例・学説ははめ込み的な解釈を試みている。

### 工作物責任との関係
土地の工作物の瑕疵から火災が発生した場合の工作物責任（民法717条）との関係については諸説あり、裁判例でも立場が分かれている。主な見解は以下の通り。
1. 失火責任法優先適用説（大判明治40年03月25日）
2. 工作物責任優先適用説（東京高裁平成3年11月26日判時1408号82頁）
3. 工作物の設置・保存の瑕疵が重過失によるときに限り賠償責任を認める説（大判昭和7年4月11日民集11巻609頁）
4. 失火責任法の適用を延焼部分に限定し、直接損害には適用しない説（仙台高裁秋田支判昭和41年11月9日下民集17巻11・12合併号1051頁）
5. 危険工作物と通常工作物を区別し、失火責任法の適用を後者に限定する説

大審院判例と異なる下級審裁判例が多数出ており、学説も失火責任法の適用に消極的な立場が多くなっているが、未だに最高裁判例は存在しない。

### 責任無能力者または監督者の過失との関係
責任無能力者が他人に損害を与えた場合、その監督義務者が損害を賠償する責任を負う（民法714条）が、責任無能力者の行為により火災が発生した場合、監督義務者に責任無能力者の監督について重大な過失がなかったときは、この損害賠償責任を免れる（最判平成7年1月24日民集49巻1号25頁）。責任無能力者自身の過失について考慮されるわけではない。

### 使用者責任との関係
被用者が事業の執行について他人に損害を与えた場合、使用者も損害を賠償する責任を負う（民法715条）が、被用者の重大な過失によって火災が発生した場合、使用者は、被用者の選任または監督について重大な過失がなくても、この損害賠償責任（使用者責任）を負う（最判昭和42年06月30日民集21巻6号1526頁）。失火責任法は失火者の責任条件を規定したものであって、使用者の帰責条件を規定したものではないためである。もっとも、使用者に過失（軽過失）がない場合は、民法715条但し書きにより責任を免れる。

### 国家賠償法との関係
国家賠償法4条では、損害賠償について民法の適用を予定しているが、ここでいう「民法」には民法の特別法である本法も含まれるとするのが判例である（最判昭和53年7月17日民集32巻5号1000頁）。それゆえ、公務員の失火による損害賠償責任については、本法により公務員に重大な過失があることが必要となる。

## 失火の状況
平成24年版 消防白書：総務省消防庁　に示される出火原因において、平成23年中の総出火件数50,006件のうち、失火による火災は33,195件（全体の66.4％）であり、失火の多くは火気の取扱いの不注意や不始末から発生している。内訳は以下である。
- 放火5,632件、放火の疑い3,931件で、合計9,563件
- たばこ4,752件、ライター・マッチが924件で、合計5,676件
- こんろ4,178件、ストーブ1609件、合計5,787件
- 焚き火・火遊び　合計5182件
- 電灯線・電気器具　合計4376件

### 失火者の重大な過失
過去の裁判で失火者の重大な過失と認められた主な失火原因は以下である。

#### タバコの火の不始末による失火
- 寝タバコをしていた（東京地方裁判所平成2年10月29日判決）
- わらが散乱している倉庫でタバコの吸殻を捨てた
- 強風と乾燥の警報がでているときに、建築中の木造家屋の杉皮の屋根にタバコの吸殻を捨てた（名古屋地裁昭和42年8月9日判決）
- セルロイド製品が存在する火気厳禁の場所で、吸いかけのタバコを灰皿に放置した（そこへセルロイド製品が落下し、火災発生）（名古屋高裁金沢支部昭和31年10月26日判決）

#### 暖房器具の使用の不注意による失火
- 石油ストーブに給油する際、石油ストーブの火を消さずに給油した（石油ストーブの火がこぼれた石油に着火した）（東京高裁平成15年8月27日判決）。
- 石油ストーブのそばに蓋の無い容器に入ったガソリンを置いた（容器が倒れて火災発生）（東京地方裁判所平成4年2月17日判決）
- 電気コンロをつけたまま寝た（ベッドからずり落ちた毛布がコンロに垂れ下がり、毛布に引火した）（札幌地裁昭和53年8月22日判決）
- 石炭ストーブの残火のある灰をダンボール箱に投棄した（札幌地裁昭和51年9月30日判決）
- ニクロム線の露出している電熱器を布団に入れ、こたつ代わりに使った（東京地裁昭和37年12月18日判決）
- 火鉢で炭火を起こす目的でメチルアルコールを火鉢に注いだ（東京地裁昭和30年2月5日判決）

#### その他の不注意による失火
- 台所のコンロに、てんぷら油の入った鍋をかけたまま長時間台所を離れた（東京地裁昭和57年3月29日判決）
- 火災注意報等が発令されている状況下で、周囲に建物が建ち多量のかんな屑が集積されている庭で焚火をした（京都地裁昭和58年1月28日判決）